# La follia del rei George
La follia del rei George (títol original en anglès The Madness of King George) és una pel·lícula de Nicholas Hytner, adaptada de l'obra de teatre homònima i estrenada el 1994. Aquesta pel·lícula ha estat doblada al català.

## Argument
És la història verídica del deteriorament de la salut mental de Jordi III del Regne Unit, i, per extensió, de la relació que va tenir amb el seu fill, el Príncep de Gal·les, durant la crisi de 1788, en el període que va precedir la Revolució Francesa, que tindria conseqüències al Regne Unit.
La medicina moderna ha permès suposar que Jordi III estava malalt de porfíria
La pel·lícula aborda el tema de la medicina relativament primitiva de l'època, quan els metges emetien nombroses suposicions per curar els mals d'un cos humà que comprenien molt poc.
Descriu també la influència decreixent d'un monarca enfront del parlament. L'escena on el metge l'obliga a mantenir-se assegut mostra perfectament com, fins i tot després de nombroses protestes, es veu obligat a seguir les instruccions al peu de la lletra i a acceptar un paper disminuït. Després del seu restabliment, al final de la pel·lícula explica al príncep de Gal·les que el paper de la família reial no és altre que ser vist sent feliç, saludar la multitud, i de ser un model per al poble, comportant-se de la millor manera possible.

## Repartiment
- Nigel Hawthorne: Rei George III
- Helen Mirren: la Reina Charlotte
- Ian Holm: el doctor Willis
- Rupert Graves: Greville
- Amanda Donohoe: Lady Pembroke
- Rupert Everett: George, el Príncep de Gal·les
- Julian Rhind-Tutt: Frederick, el Duc de York
- Julian Wadham: el Primer Ministre William Pitt
- Jim Carter: Charles James Fox

## Llocs de rodatge
A més dels estudis de Shepperton, la pel·lícula ha estat rodada a:
- Castell d'Arundel (Arundel, Sussex)
- Biblioteca bodleiana (Universitat d'Oxford, Oxford)
- Castell de Broughton (Banbury, Oxfordshire)
- College d'Eton, Eton (Berkshire)
- College reial naval (Greenwich)
- Catedral de Saint Paul (Londres)
- Syon House (Brentford, Middlesex)
- Thame (Oxfordshire)
- Wilton House (Wilton, Wiltshire)

## Anacronisme
La pel·lícula se situa en 1788. Tanmateix, quan el rei estudia amb el seu primer ministre les seves possessions a l'Amèrica del Nord sobre un globus, i es queixa d'haver perdut colònies, es comprova que el mapa representa el continent després de la venda de Louisiana (1803) i el tractat d'Adams-Onís (1819)

## Premis i nominacions

### Premis
- 1995: Oscar a la millor direcció artística per Ken Adam i Carolyn Scott
- 1995: Premi a la interpretació femenina (Festival de Cannes) per Helen Mirren
- 1996: Premi Alexander Korda per la millor pel·lícula britànica
- 1996: BAFTA al millor actor per Nigel Hawthorne
- 1996: BAFTA al millor maquillatge per Lisa Westcott

### Nominacions
- 1995: Oscar al millor actor per Nigel Hawthorne
- 1995: Oscar al millor guió adaptat per Alan Bennett
- 1995: Oscar a la millor actriu secundària per Helen Mirren
- 1995: Palma d'Or
- 1996: BAFTA a la millor pel·lícula
- 1996: BAFTA al millor director per Nicholas Hytner
- 1996: BAFTA al millor actor secundari per Ian Holm
- 1996: BAFTA a la millor actriu secundària per Helen Mirren
- 1996: BAFTA al millor guió adaptat per Alan Bennett
- 1996: BAFTA a la millor fotografia per Andrew Dunn
- 1996: BAFTA al millor vestuari per Mark Thompson
- 1996: BAFTA al millor muntatge per Tariq Anwar
- 1996: BAFTA al millor disseny de producció per Ken Adam
- 1996: BAFTA al millor so per Christopher Ackland, David Crozier i Robin O'Donoghue
- 1996: Goya a la millor pel·lícula europea